# Железнодорожный вокзал

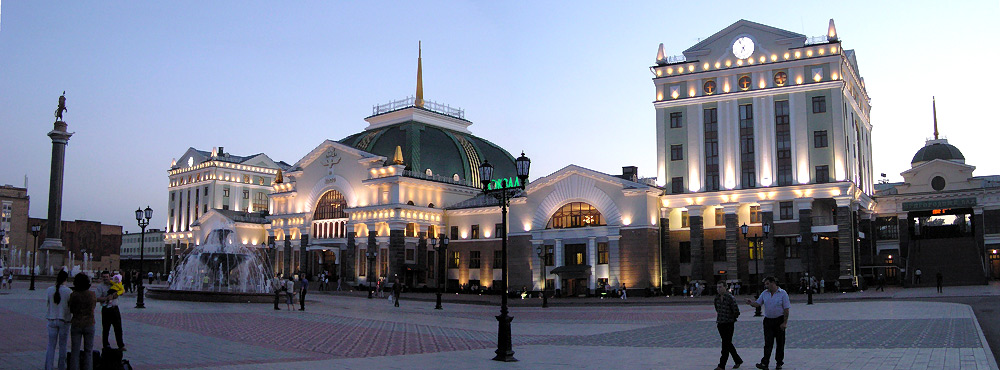
Вокзал станции Красноярск-Пассажирский

Железнодорожный вокзал — здание или комплекс зданий на железнодорожной станции, предназначенное для обслуживания пассажиров.

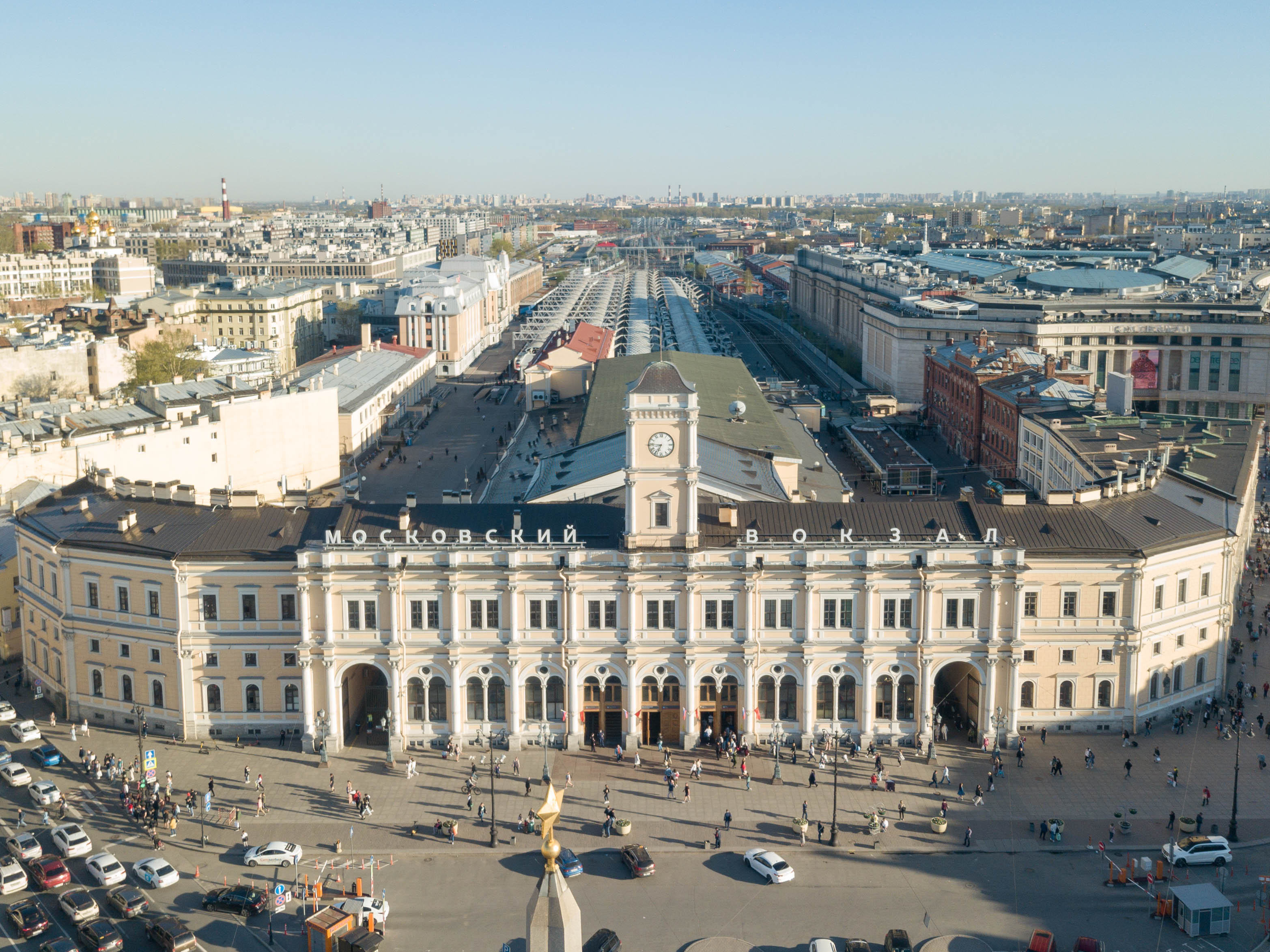
Московский вокзал тупиковой станции Санкт-Петербург-Главный

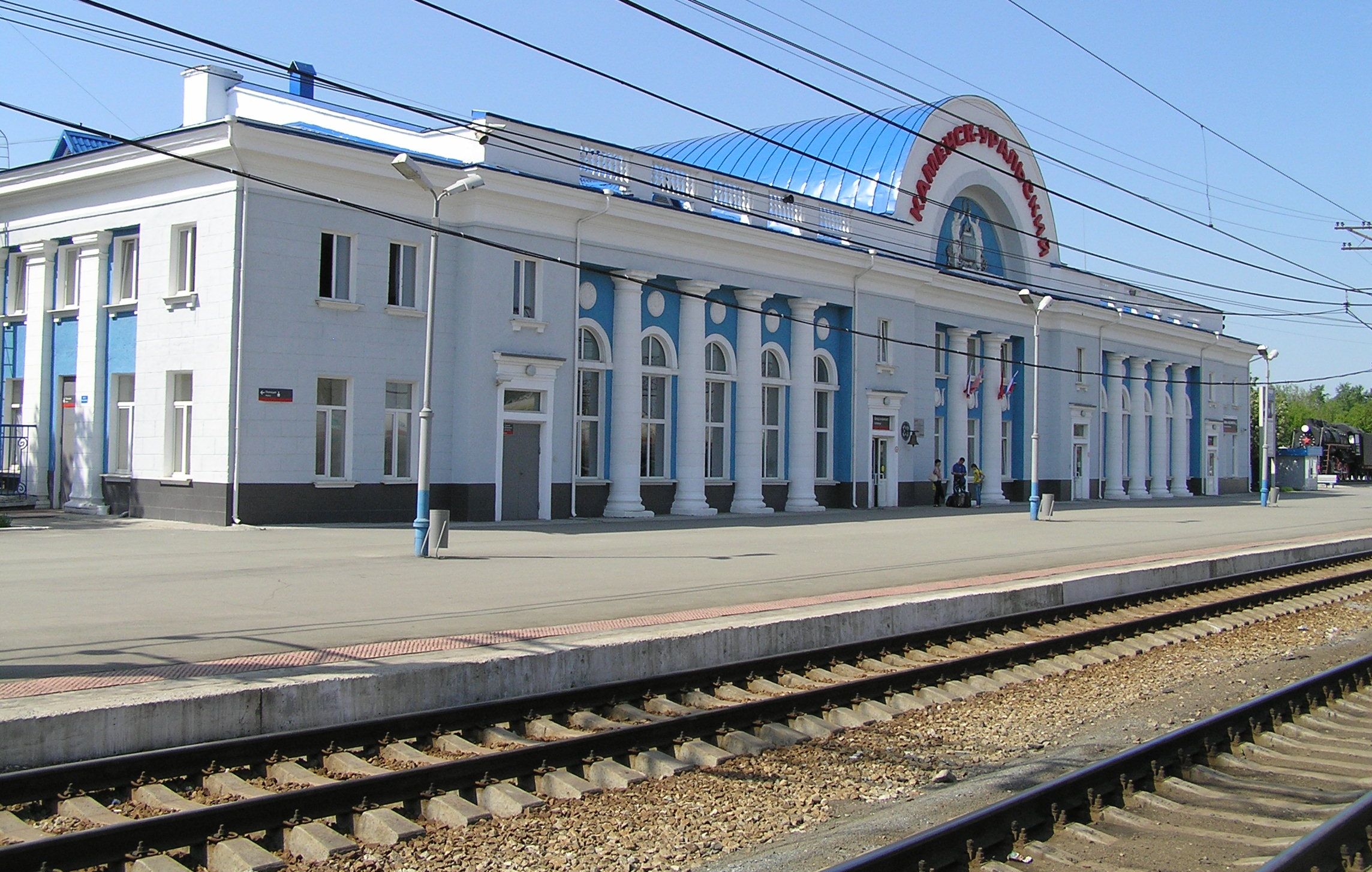
Вокзал транзитной станции Каменск-Уральский

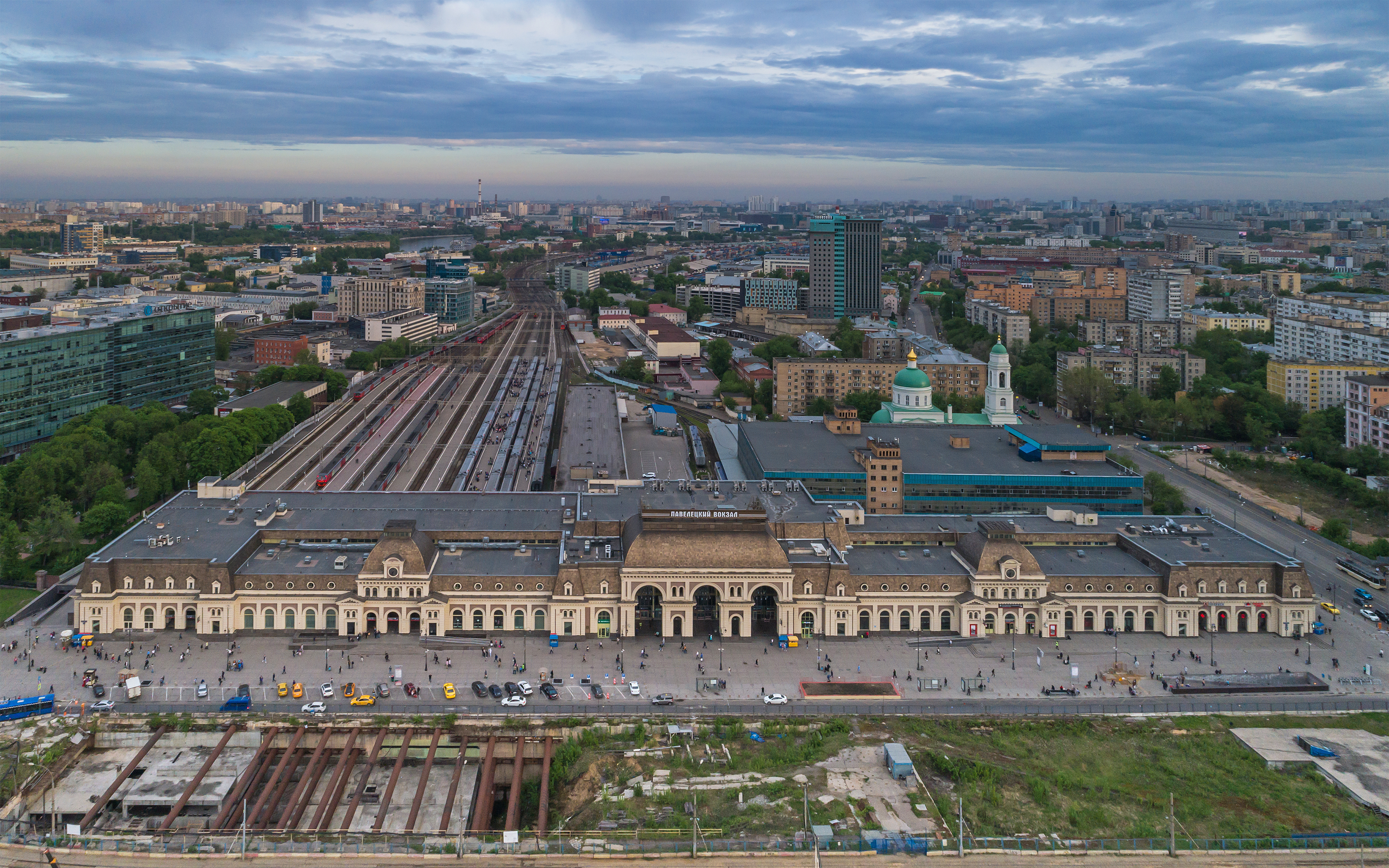
Павелецкий вокзал с тупиковой станцией, Москва

Кроме собственно здания в вокзал могут включаться павильоны, пассажирские платформы, вокзальные переходы (пешеходные тоннели, мосты, конкорсы), малые архитектурные формы. Иногда железнодорожные вокзалы могут быть в составе комбинированных вокзалов, к примеру железнодорожно-автобусных, либо входить в состав транспортно-пересадочных узлов в виде отдельно стоящего здания или совмещённого единого здания. Также, некоторые вокзалы могут быть объединены (блокированы) со служебными зданиями железнодорожной станции (посты ЭЦ, здания связи, товарные конторы и т. д.), либо с общественными зданиями (почтамты, гостиницы, рестораны, торговые комплексы и т. д.).
Помещения вокзала подразделяются на пассажирскую зону (вестибюли, залы ожидания, комнаты матери и ребёнка, комнаты отдыха транзитных пассажиров, помещения билетных касс и справочных бюро, санузлы) и служебно-техническую. К основным подразделениям вокзала относятся билетно-кассовый цех, справочно-информационная служба, багажное отделение, камеры хранения ручной клади, могут быть на крупных вокзалах группы учёта и отчётности, ремонтные подразделения и т. д. В арендованных площадях могут размещаться кассы авиакомпаний, предприятия бытового обслуживания и общественного питания (почта, телефон, парикмахерские, буфеты, кафе, медпункты и др.). Руководство работой вокзала возлагается на начальника вокзала и его заместителей (к примеру, по пассажирской работе, по багажным перевозкам, по вокзальному хозяйству, главный инженер вокзала). Архитектурно вокзалы планируются с учётом оптимальной организации пассажиропотоков и работы персонала.
В современной России крупные железнодорожные вокзалы находятся в оперативном подчинении филиала ОАО «РЖД» — Дирекции железнодорожных вокзалов.

## История

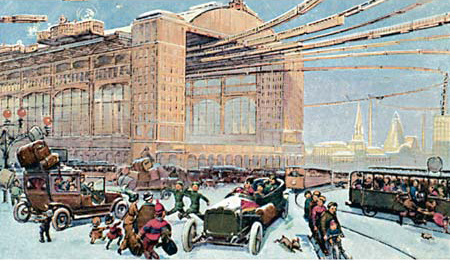
Центральный вокзал земных и воздушных путей сообщения в Москве XXIII века. Открытка 1914 года из цикла «Москва в XXIII веке»

Само слово «вокзал» появилось в русском языке к концу XIX века, став нарицательным применительно к зданиям для пассажиров именно на железнодорожных станциях, от названия «Воксалъ» (от англ. Vauxhall — воксал) у подобного здания на Павловской станции (тогда пригороде Санкт-Петербурга) первой в России Царскосельской железной дороги общего назначения. В XX веке слово «вокзал» стало применяться и в отношении пассажирских зданий других видов транспорта (водного, авиационного, автобусного).
Первыми в истории российскими вокзалами были таким образом именно вокзалы Царскосельской железной дороги, в том числе Павловский. Далее к ним присоединились Витебский в Санкт-Петербурге, Рижский (Виндавский) и Казанский (Рязанский) вокзалы в Москве Московско-Виндаво-Рыбинской железной дороги. После прокладки ветки Москва — Санкт-Петербург и бума прокладки железнодорожных путей, вокзалы начали массово строить в городах, где проходила железная дорога. На станции Слюдянка в Иркутской области вокзал построен целиком из мрамора. В 1870 году был построен один из первых вокзалов Эстляндской губернии — вокзал посёлка Аэгвийду. В 1876 году сдан в эксплуатацию Самарский вокзал.
Первые в мире вокзалы были построены в 1822—1825 годах на железной дороге Стоктон — Дарлингтон.
В истории имели место случаи, когда вокзалы перестраивались из одного типа в другой. Например, вокзал станции Астрахань I Рязано-Уральской железной дороги был построен в 1909 году как тупиковый, поскольку продолжение линии на юг не планировалось. Однако впоследствии, при строительстве в годы Великой Отечественной войны линии Астрахань — Кизляр, пути обогнули вокзал и из торцевого он стал продольным.

## Классификация вокзалов
Согласно советским и российским отраслевым нормам железнодорожные вокзалы классифицируются:

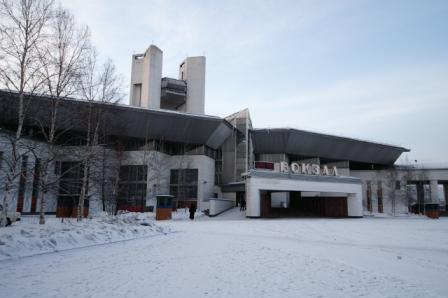
Железнодорожный вокзал в Тынде

- по категории обслуживаемых пассажиров, функционального и объёмно-планировочного решения:

самостоятельные (раздельные):
вокзалы дальнего следования;
вокзалы пригородные;
полураздельные — обслуживание пассажиров совместное, при этом каждой категории выделены некоторые элементы вокзала: пассажирские здания, павильоны, платформы;
единые (общие) — все элементы вокзала эксплуатируют совместно для пригородного и дальнего сообщения.
- по типу от взаиморасположения в плане пассажирского здания, платформ и железнодорожных путей:

боковой (береговой) — здание расположено с внешней стороны перронных путей;
островной — здание расположено на платформе между перронными путями (к примеру на станциях Смоленск-Центральный, Бердяуш);
тупиковый — здание с распределительной платформой размещённой поперёк тупиковых путей и платформ (к примеру на станциях Москва-Пассажирская, Москва-Пассажирская-Киевская, Одесса-Главная);
русловый (надпутный или подпутный) — здание расположено над или под железнодорожными путями и пассажирскими платформами;
комбинированный — сочетание нескольких типов (к примеру на станциях Москва-Пассажирская-Смоленская, Орёл).
- по взаиморасположению привокзальной площади, пассажирского здания (пол I этажа) и платформ по вертикали:

горизонтальный — все на одном уровне;
пониженный — платформы выше почти на этаж (к примеру на станциях Астрахань I, Ангарск);
повышенный — платформы ниже почти на этаж (к примеру на станции Киров).
- по годовому расчётному потоку пассажиров и площади вокзальных помещений (указанные классы вокзалов не следует путать с классом самих станций):

внеклассные — более 50 баллов (к примеру, вокзал станции Новосибирск-Главный);
классные:
I класса — 30 ÷ 50 баллов (к примеру, вокзал станции Одесса-Пассажирская);
II класса — 15 ÷ 30 баллов;
III класса — 4 ÷ 15 баллов (к примеру, вокзал станции Кинель).
- вокзалы для пассажиров поездов дальнего следования, от расчётной вместимости (человек):

крупные — свыше 2000;
большие — 900 ÷ 1500;
средние — 300 ÷ 700;
малые — 25 ÷ 200.
- пригородные вокзалы, от величины годового расчётного потока пассажиров (млн. чел.) и расположения на пригородном участке:

крупные — свыше 20/25;
большие — 5/7 ÷ 20/25;
средние — 0,75/1,5 ÷ 5/7;
малые — менее 0,75/1,5.
- по расположению на железнодорожной магистрали:

узловые (особенностью является обслуживание большого количества пассажиров пересаживающихся на другие направления, обычно расположены на узловых станциях);
транзитные (особенностью является обслуживание транзитных пассажиров относительно длительно ожидающих другие поезда для дальнейшего следования);
промежуточные (особенностью является обслуживание пассажиров проходящих поездов, малое количество пассажиров подвергающихся посадке-высадке);
конечные (особенностью является обслуживание пассажиров прибытия и отправления, чаще связаны с конечными пунктами маршрутов следования поездов).

## Типы вокзалов по расположению путей

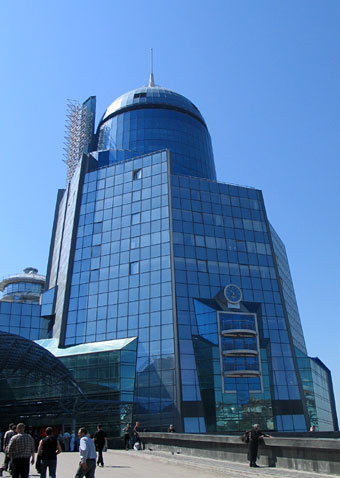
Железнодорожный вокзал в Самаре

Взаимное расположение вокзала и путей имеет важное значение для поиска решений организации пассажиропотоков и работы подвижного состава.

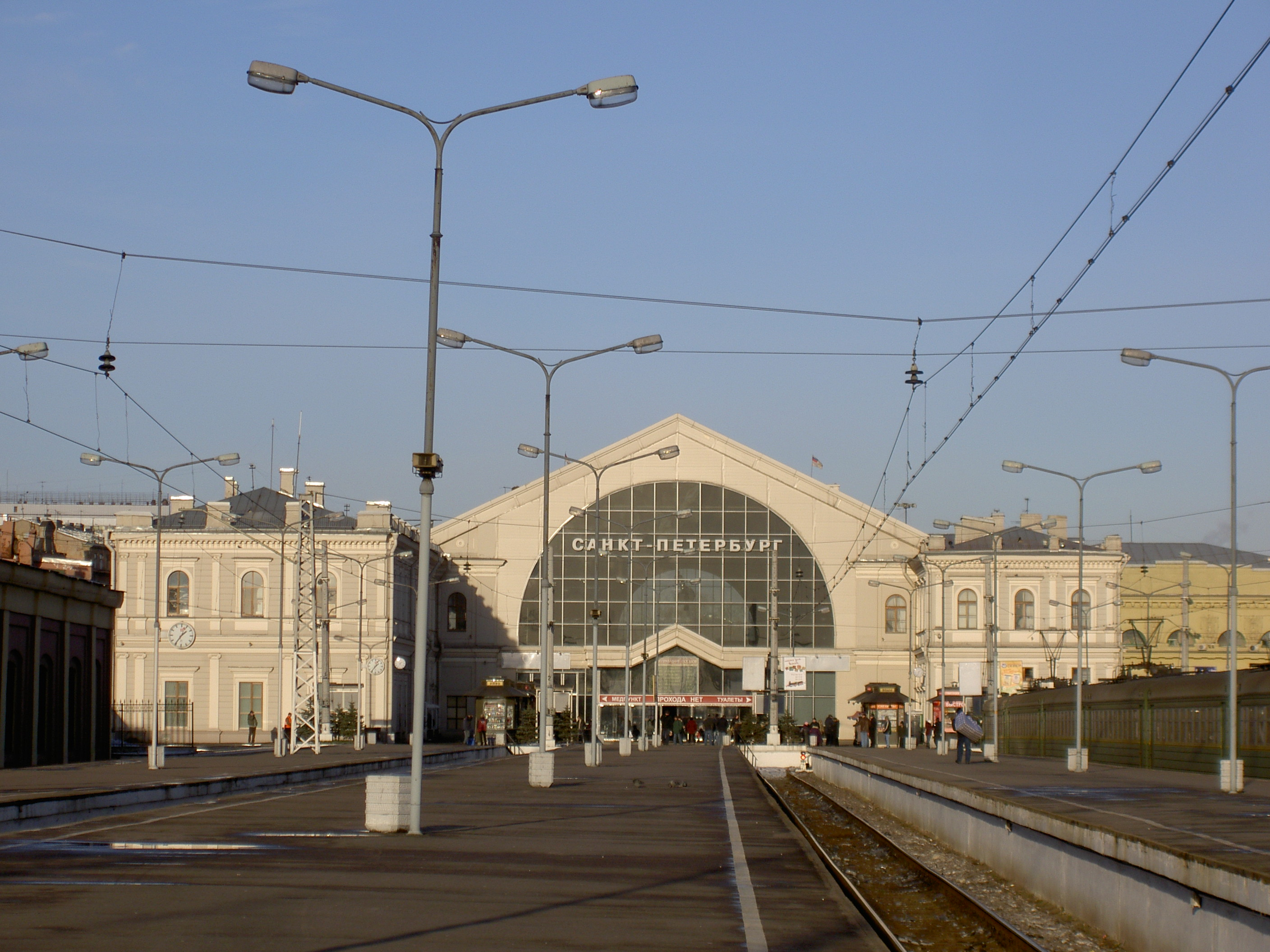
Тупиковый Балтийский вокзал со стороны путей

Тупиковый вокзал наиболее удобен для пассажиров. Все пути на таком вокзале заканчиваются тупиками, а платформы непосредственно примыкают к зданию вокзала. Пассажирам не требуется пересекать пути, они не пользуются дополнительными лестницами и переходами. В случае увеличения пассажиропотоков выход в город для прибывающих пассажиров могут организовать в боковой части вокзала. При значительном количестве пассажиров дальнего следования, испытывающих потребность в помещениях для ожидания, вокзал может быть расширен вдоль путей, окружая их подобно букве П. При всех преимуществах для пассажиров, такие вокзалы ограничены в применении. Тупиковые вокзалы, как правило, не принимают транзитные поезда, а технология обслуживания составов требует большего количества маневрового ПС и обслуживающего персонала для своевременной подачи составов на посадку и освобождения путей после высадки пассажиров.

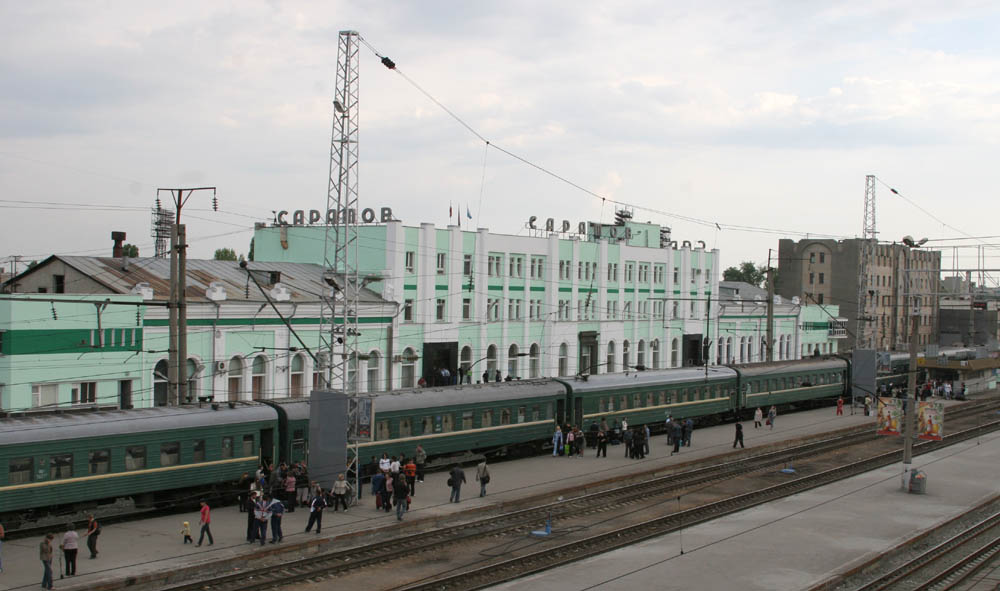
Береговой вокзал Саратов. Виден подземный переход

Обычно тупиковыми вокзалами обладают только крупнейшие города, исторически выступавшие конечными пунктами железных дорог. В настоящее время, даже если станция является конечной на железной дороге, то её оборудуют продольным вокзалом. Пути за станцией могут вести к депо, к промышленным предприятиям города, к месту перевалки на другие виды транспорта, а в случае дальнейшего развития железной дороги они могут стать её продолжением.

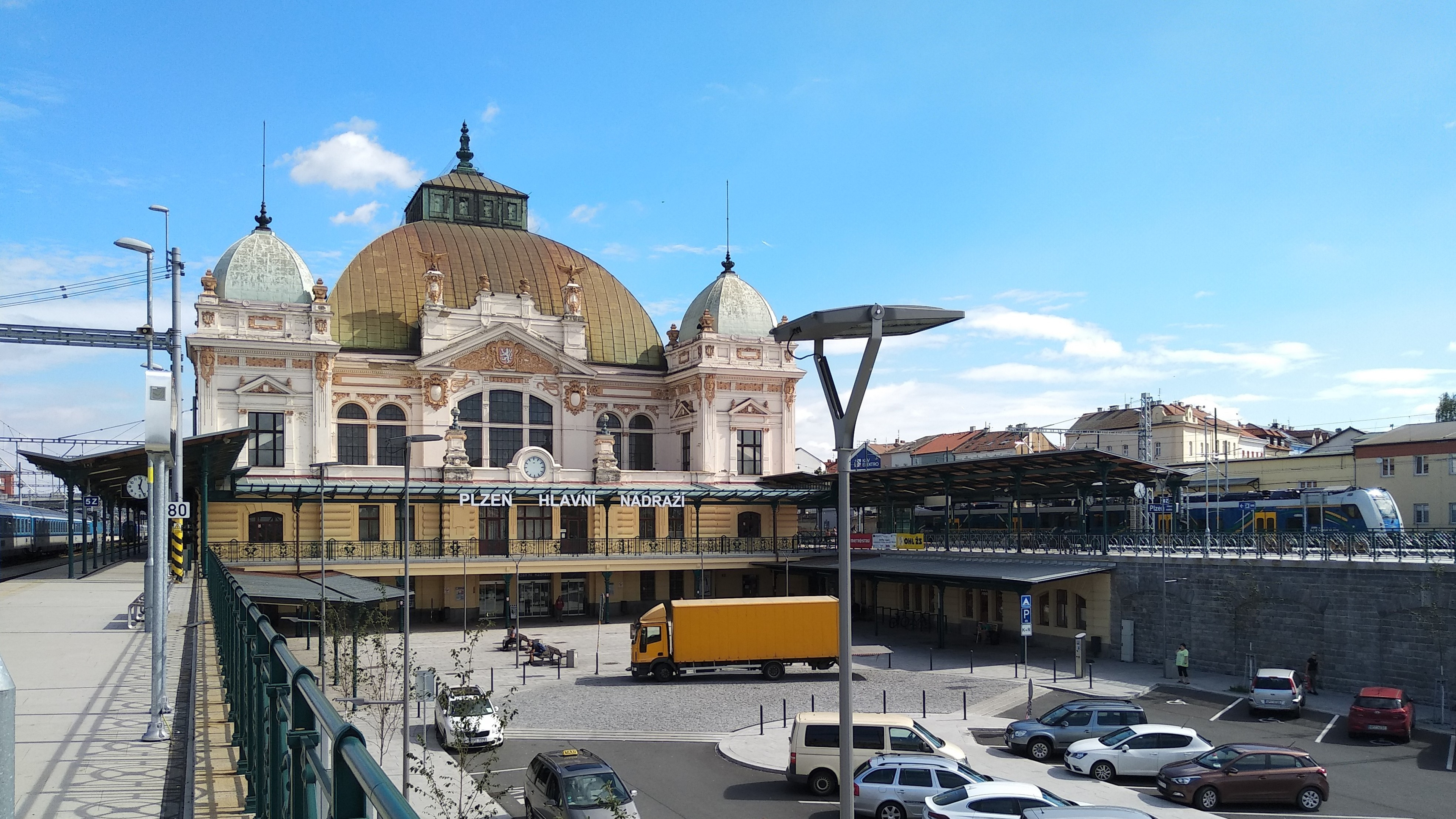
Комбинированный вокзал в городе Пльзень. Тупиковые пути подходят с противоположного фасада. Привокзальная площадь организована как у островного вокзала. Объект культурного наследия № 50202/4-5194 Чешской Республики

Продольные вокзалы не имеют ярко выраженных преимуществ для пассажиров, но именно такие вокзалы составляют большинство на железных дорогах. Проблемой для пассажиров на таких вокзалах становится пересечение путей. Поэтому все продольные вокзалы оснащают переходами через пути. Самые маленькие вокзалы, обладающие несколькими путями оборудуют одноуровневыми переходами через пути и оснащают предупреждающими сигналами, либо сообщают о приближающихся поездах по громкой связи. Почти все железнодорожные станции России оснащены надземными открытыми переходами, подземными или надземными закрытыми (на крупнейших станциях). Для снижения неудобства от перепадов высот здание вокзала и пути могут расположить выше (или ниже) уровня привокзальной площади. В этом случае пассажиры преодолевают только одну лестницу. Например, в Новосибирске, пассажиры выходящие из поездов и выбирающие для выхода в город надземный переход, через второй этаж вокзала попадают сразу на привокзальную площадь, так как вокзал примерно на 5 метров заглублён, уровень привокзальной площади совпадает с уровнем второго этажа, который соединён с площадью пешеходными мостами. Входы в вокзал по этим мостам считаются парадными и основными. Если пассажиры сразу хотят выйти в метро или к такси, то они пользуются подземным переходом, из которого через цокольный этаж вокзала они выходят на улицу к подножию вокзала, где оборудованы стоянки такси и в цокольном этаже здания пригородного вокзала — вход в метро.
Продольные вокзалы могут быть береговыми (самый частый случай) и островными. Островной вокзал расположен между путями, что может быть связано с узловым значением станции (Пермь-2, Тайга-1, Рузаевка), если пути от неё идут в трёх или больше направлениях, или с архитектурным решением, например все промежуточные вокзалы линии Санкт-Петербург — Москва были построены между путей для удобства обслуживания пассажиров в случае одновременного приёма двух поездов разных направлений. Доступ к таким вокзалам ограничен, поэтому его облегчают с помощью дополнительных надземных и подземных переходов со стороны города, а привокзальную площадь по возможности организуют рядом со зданием вокзала в том же межпутном пространстве. Самые современные вокзалы, возводимые на крупнейших станциях, оборудуют распределительными залами, представляющими собой пристроенный к вокзалу большой, тёплый, с местами для ожидания переход над путями или под ними с множеством выходов, оборудованных лестницами, лифтами, пандусами или эскалаторами, каждый из которых ведёт на отдельную платформу, или располагают здание вокзала непосредственно над путями (русловой вокзал).
Комбинированные вокзалы совмещают свойства тупикового и продольного. К разным фасадам такого вокзала подходят и тупиковые пути и транзитные, что позволяет принимать больше поездов одновременно, при этом не занимать транзитные пути поездами, прибывшими на конечную станцию.

## Ориентирование

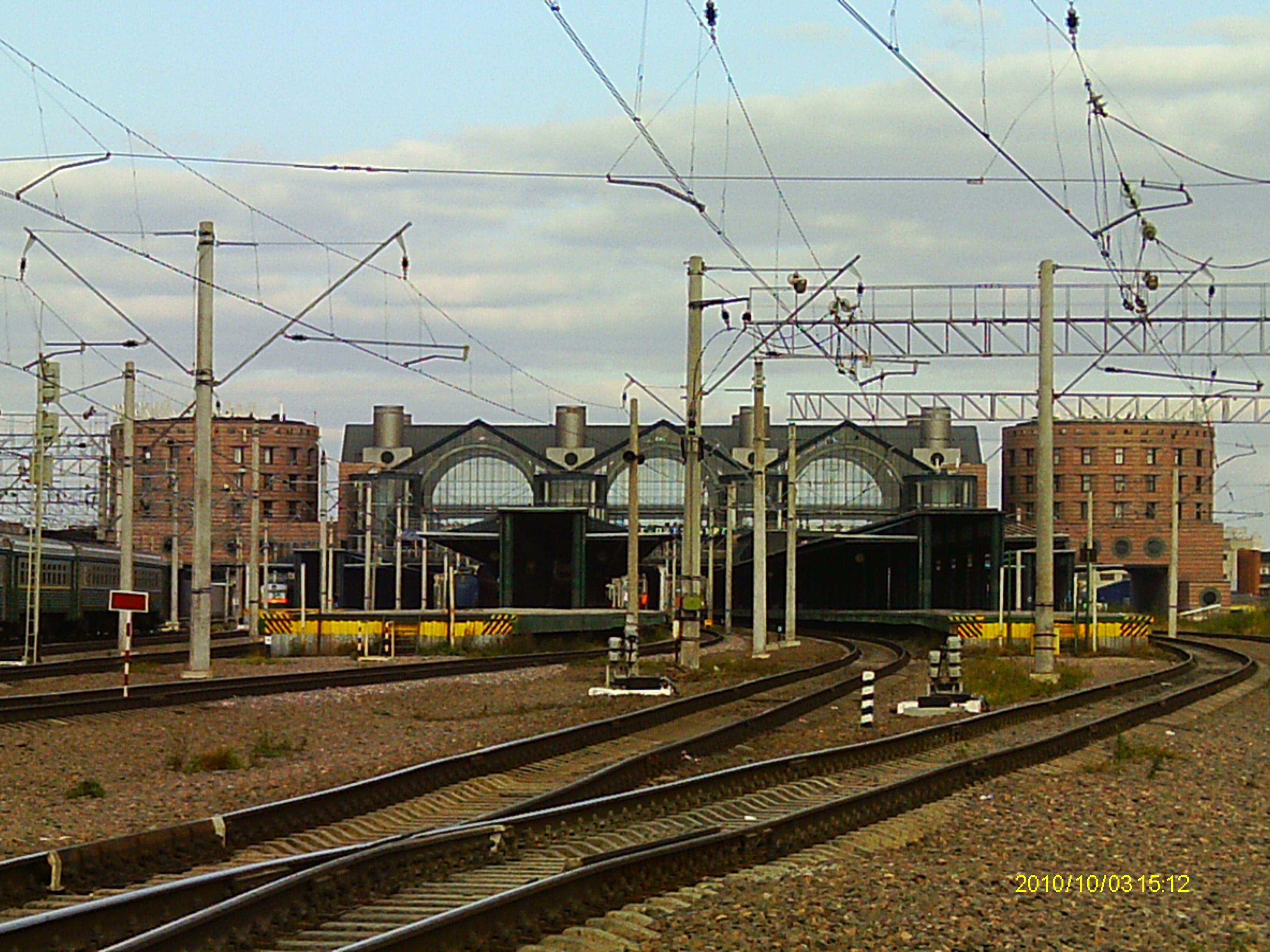
Ладожский вокзал, здание которого расположено над путями. Помещения для пригородных пассажиров размещены под путями

Для ориентирования пассажиров при посадке в поезда на вокзалах применяется нумерация путей (платформ) и вагонов (с головы или с хвоста состава). На станциях смены направления движения после отцепки локомотива, у состава исчезают голова и хвост, поэтому диспетчер, до тех пор пока к составу не прицеплен новый локомотив, уточняет порядок нумерации «по прибытии», то есть где была голова поезда в момент прибытия. На тупиковых вокзалах ориентиры зависят от сложившихся традиций и технологий обслуживания, например, на Московском вокзале в Санкт-Петербурге поезда, приготовленные для посадки, затягивают на платформу маневровым тепловозом и в какой-то момент у поезда появляется две головы. Здесь нумерацию принято уточнять «со стороны Москвы, со стороны Санкт-Петербурга», а в Москве на Ленинградском вокзале поезда на посадку подталкивают на платформу и двух голов не возникает, нумерацию уточняют как везде — с головы или с хвоста состава, у прибывшего поезда голова всегда ближе к вокзалу, а у отправляющегося — на дальнем конце платформы. Для безопасности и помощи ориентации в пространстве пешеходам с нарушением зрения на железнодорожных вокзалах укладывают тактильное покрытие.

## Железнодорожные вокзалы в Японии
Здание железнодорожной станции (яп. 駅ビル Эки-биру) представляет собой комплекс зданий и сооружений или одиночное здание, в котором находится железнодорожная станция, но оно включает в себя функции не только обычной железнодорожной станции, вокзала или терминала, но и другие, такие как коммерческие функции, и зачастую включает в себя большое количество объектов розничной торговли и коммерции. Является одним из примеров транзитно-ориентированного проектирования. Такие многофункциональные здания получили особенно большое распространение в Японии. В частности, японский небоскрёб JR Central Towers является зданием железнодорожной станции Нагоя — самой большой по площади в мире (если считать по суммарной площади всех помещений — 446 000 м²). Такое здание часто называют «лицом» станции, чтобы отличить от зоны непосредственно железнодорожной платформы. Для безопасности и помощи ориентации в пространстве пешеходам с нарушением зрения в вокзалах укладывают тактильное покрытие.

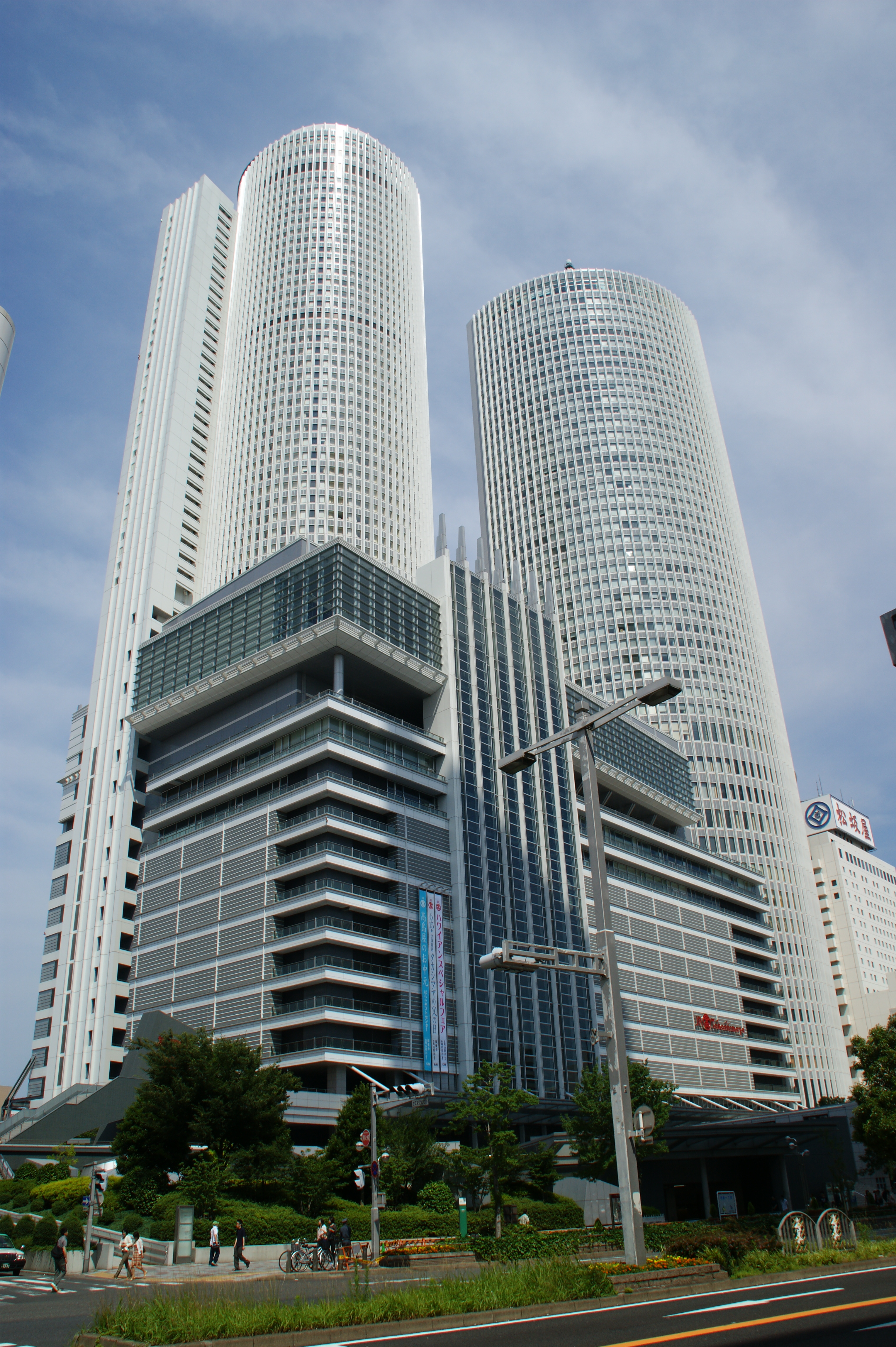
Небоскрёб JR Central Towers, является зданием железнодорожной станции Нагоя, в связи с чем она является самой большой железнодорожной станцией по площади в мире (если считать по суммарной площади всех помещений — 446 000 м²)

Во многих случаях арендаторами в таких зданиях являются универмаги и различные магазины, отели, частные компании размещают в них свои офисы. Арендаторы в таких зданиях различаются в зависимости от базы пользователей станции. На станциях, где много туристов, в здании находятся магазины, в которых продаются местные товары и сувениры. В частности, в зданиях крупных железнодорожных станций в центре Токио коммерческие объекты, как правило, располагаются на нижних этажах, отели и офисы — на верхних этажах. В некоторых случаях здание самой железнодорожной станции становится меньше всего комплекса коммерческих зданий и сооружений вокруг него.
В послевоенной Японии правительство поощряло частные компании разрабатывать свои собственные системы общественного транспорта, чтобы быстро восстановить городские транспортные сети страны. Частные железнодорожные линии поощрялись к конкуренции друг с другом, а также с национальными железнодорожными линиями, причём роль правительства ограничивалась регулированием тарифов. В обмен на развитие железнодорожных линий частным корпорациям были предоставлены бизнес возможности для диверсификации своей деятельности и развития недвижимости вокруг своих железнодорожных сетей. Так, частные железнодорожные компании начали создавать вокруг своих железнодорожных станций районы с вертикально интегрированным бизнесом по развитию жилых, деловых, промышленных и торговых площадей и методов их транспортной связи, которые стали активно использоваться населением для перемещения между такими районами. Эти массово используемые населением, транспортно, социально и экономически интегрированные и связанные между собой железнодорожным транспортом, районы железнодорожных станций с вертикально интегрированным бизнесом, частных японских железнодорожных компаний, представляют собой уникальную, среди железнодорожных систем мира, форму транзитно-ориентированного развития железных дорог страны. Таким образом, в Японии крупные железнодорожные станции и районы вокруг них, являются главными экономическими, и деловыми районами современных японских городов. Также, благодаря диверсификации своего бизнеса в сфере недвижимости, розничной торговли и т. д. большинство частных железных дорог в Японии являются финансово независимыми, а их железнодорожные операции обычно прибыльны, что резко контрастирует с большинством железнодорожных сетей в других странах мира. Многие крупные частные железнодорожные компании Японии входят в число ведущих корпораций страны. Японские железные дороги очень эффективны, требуют мало субсидий и работают крайне пунктуально. Из-за массового использования железнодорожного транспорта, в Японии находятся 46 из 50 самых загруженных железнодорожных станций в мире. В Японии коммерческие площади в зданиях железнодорожных станций управляемых японскими железнодорожными компаниями называют станция Нака.
Здание головного офиса корпорации Ханкю на станции Осака-Умэда, построенное в 1920 году, являлось первым в своём роде подобным зданием в Японии. Первый этаж был сдан в аренду универмагу Сирокия, на втором этаже находился ресторан, которым напрямую управляла Ханкю, а на третьем этаже и выше находился головной офис. После этого другие компании начали строить вокзалы одно за другим, такие, как бывшее здание Тэнроку Ханкю на станции Тэндзимбасисудзи-Рокутёмэ линии Синкэйхан в 1926 году и здание на станции Осака-Уэхоммати линии Осакадэнкики в 1926 году.
В 1931 году было открыто первое здание железнодорожной станции в регионе Канто станции Асакуса компании Tobu Railway. Первым арендатором в здании была компания Мацуя.
За счёт нахождения в вокзалах крупных универмагов и магазинов, пассажиры могли совершать покупки непосредственно в ней или поблизости. В период до Второй мировой войны крупные железнодорожные станции были расположены ближе к окраинам существующих городских территорий, но в послевоенный период, с расширением коммерческих объектов в зданиях железнодорожных станций, они стали развиваться в крупные экономические районы и деловые центры японских городов. После приватизации Японских национальных железных дорог в 1987 году JR Group также продолжает активно развивать вокзалы.
Кроме того, с 1970-х годов были реализованы проекты ревитализации железнодорожных станций, в ходе которых произошли крупные перепланировки зданий железнодорожных станций, были объединены функции вокзала, коммерческого объекта и административного обслуживания, особенно на пригородных станциях, где имеется большой пассажиропоток. Это произошло даже в провинциальных городах, например, в 1971 году был открыт универмаг компании Иётэцу Такасимая в здании железнодорожной станции Matsuyama City Station железнодорожной компании Иётэцу (дочерней компании IYOTETSU Group) в городе Мацуяма.

## Памятники и традиции
Вокзалы часто становятся местом установки памятников в честь событий, которые происходили на этих вокзалах или в этой местности. Иногда на вокзалах присутствуют паровозы-памятники, например, в Тынде паровоз-памятник Еа-3246 в честь 30-летия БАМа, паровоз Л-3451 в Благовещенске ко дню железнодорожника, паровоз СО17-1600 в Красноярске, выпущенный в городе на паровозостроительном заводе в годы Великой Отечественной войны.
На некоторых крупных вокзалах встреча и отправление поездов, связывающих город с Москвой или другими важными городами, сопровождается включением по громкой связи известной песни. На Московском вокзале Санкт-Петербурга включают «Гимн Великому городу» Р. Глиера, в Москве на Ленинградском вокзале включают песню «Москва» Олега Газманова. Во многих других городах включают марш «Прощание славянки» или песню, ассоциируемую с регионом.

## Вокзал в городской среде
В большинстве случаев рядом с вокзалом организуется площадь, выступающая транспортно-пересадочным узлом. На привокзальной площади могут быть размещены другие вокзалы (чаще всего — автовокзал), остановки общественного транспорта, в том числе конечные, гостиницы, торговые центры.
Архитектурному оформлению вокзалов изначально придавалось большое значение: с одной стороны, на неё влияли архитектура самого населённого пункта и национальные особенности, так и наоборот, архитектура вокзалов оказывала влияние на развитие архитектурного облика городской застройки. Некоторые исторические вокзалы являются объектами культурного наследия.

## Вокзал в культуре
Железнодорожным вокзалам уделяется внимание и в художественно-культурных произведениях: в фильмах, песнях, стихах. К примеру:

Ты помнишь ли мученія вокзала,
Весь этотъ миръ и прозы и минутъ,
И наконецъ привѣтливый пріютъ,
Неясныхъ грезъ манящее начало. …
— В. Я. Брюсов, «Ты помнишь ли мучения вокзала…», 1895 год.

Часовня встреч разлук вокзал
Дрожащий гул бег паровоза
Тревожность оживлённых зал
Разлуки пламенная роза …
— Д. Д. Бурлюк, «Вокзал», 1907 год.

| Два звонка уже и скоро третий, Скоро взмах прощального платка… Кто поймёт, но кто забудет эти Пять минут до третьего звонка? |  | Решено за поездом погнаться, Все цветы любимой кинуть вслед. … |
— М. И. Цветаева, «На вокзале», 1911 год.

| В мутном свете увялых Электрических фонарей На узлах, тюках, одеялах Средь корзин, сундуков, ларей, На подсолнухах, на окурках, В сермягах, шинелях, бурках, |  | То врозь, то кучей, то в ряд, На полу, на лестницах спят: Одни — раскидавшись — будто Подкошенные на корню, Другие — вывернув круто Шею, бедро, ступню. … |
— М. А. Волошин, «На вокзале», 1919 год.